# Número hiper-real

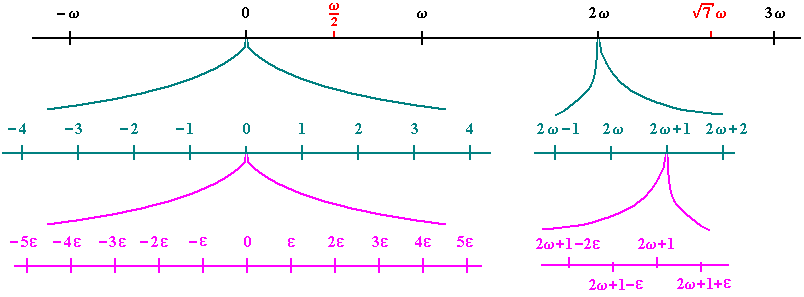
Os números hiper-reais.

O conjunto dos números hiper-reais é uma maneira de tratar quantidades infinitas e infinitesimais. Os hiper-reais, ou reais não padrão, *R, são uma extensão dos números reais R que contém números maiores do que qualquer coisa na forma
{\displaystyle 1+1+\cdots +1+\cdots \,}
Esse número é infinito, e seu inverso é infinitesimal.  O termo "hiper-real" foi introduzido por Edwin Hewitt em 1948.

## Abordagem intuitiva
Os números hiper-reais foram introduzidos para dar rigor matemático a uma abordagem intuitiva do cálculo infinitesimal.[carece de fontes?]
Pelo cálculo infinitesimal, a velocidade de uma partícula movendo-se de acordo com uma equação da forma, por exemplo, {\displaystyle y=t^{2}\,} pode ser calculada através da razão {\displaystyle \Delta y/\Delta t\,} para um valor de {\displaystyle \Delta t\,} que seja muito pequeno, porém maior que zero. O resultado desta conta é {\displaystyle v={\frac {\Delta y}{\Delta t}}=2t_{0}+\Delta t\,}, que difere do resultado esperado {\displaystyle 2t_{0}\,} pela quantidade pequena, porém não nula, {\displaystyle \Delta t\,}. Se esta quantidade for desprezada, chega-se ao resultado desejado.
O problema com este raciocínio é que não é claro o que pode ser desprezado. Então, introduze-se um novo tipo de número, chamado de infinitesimal, {\displaystyle \epsilon \,} que satisfaz {\displaystyle -a<\epsilon <a\,} para todo número real a > 0. O único número real que é infinitesimal é o zero, O sistema de números que inclui os números reais e os infinitesimais é chamado de conjunto dos números hiper-reais.
Dois números reais a e b estão infinitamente próximos quando sua diferença a - b for um infinitesimal. Se {\displaystyle \epsilon >0\,} for um número infinitesimal, então seu inverso {\displaystyle 1/\epsilon \,} é um número infinito positivo, e {\displaystyle -1/\epsilon \,} infinito negativo. Os números hiper-reais que não são infinitos são chamados de números finitos. Os números hiper-reais podem ser manipulados algebricamente da mesma forma que os números reais.
A definição da derivada pode então ser dada como sendo o número real que está infinitamente próximo de {\displaystyle {\frac {\Delta y}{\Delta x}}\,}
Por exemplo, para {\displaystyle y=x^{2}\,}, o resultado é {\displaystyle 2x_{0}+\Delta x\,}, e, como {\displaystyle \Delta x\,} é um infinitesimal, o (único) número real que está infinitamente próximo de {\displaystyle 2x_{0}+\Delta x\,} é {\displaystyle 2x_{0}\,}

## Princípio da transferência
Os números hiper-reais satisfazem o princípio da transferência, uma versão rigorosa da lei da continuidade heurística de Leibniz. O princípio da transferência afirma que as verdadeiras declarações de primeira ordem sobre R também são válidas no *R. Por exemplo, a lei comutativa da adição, x + y = y + x, vale do mesmo modo para os hiper-reais e para os reais; desde que R seja um campo real fechado, então é *R.  Desde que {\displaystyle \sin {\pi n}=0} para todos os inteiros n, há também um {\displaystyle \sin {\pi H}=0} para todos hiper-inteiros H. O princípio da transferência para ultrapotências é uma consequência do Teorema de Łoś' de 1955.
Preocupações sobre a correção de argumentos envolvendo números infinitesimais remonta a antiga matemática Grega, com Arquimedes trocando essas provas com as que usavam outras técnicas como o método da exaustão. Nos anos de 1960, Abraham Robinson provou que  hiper-reais eram logicamente consistentes se e somente se os reais fossem. Isso amenizou o medo de que qualquer prova envolvendo infinitesimais pudesse ser defeituosa, fornecendo que elas eram manipuladas de acordo com as regras de lógica as quais Robinson delineou.
A aplicação dos números hiper-reais e, em particular, o princípio da transferência para problemas de análises matemáticas são chamados de análises não padronizadas. Uma aplicação imediata é a definição dos conceitos básicos de análises como  derivação e integração de forma direta, sem passar por complicações lógicas de múltiplos quantificadores. Portanto, a derivada def(x) se torna {\displaystyle f'(x)={\rm {st}}\left({\frac {f(x+\Delta x)-f(x)}{\Delta x}}\right)} para um infinitesimal {\displaystyle \Delta x}, onde st(·) denota um função padrão, que associa a todo hiper-real finito um único real infinitamente perto dele. Similarmente, a integral é definida como parte padrão da soma infinita adequada.